# Juan Xuárez
Juan Xuárez (n. prob. Sevilla, España, ca. 1504 - Nueva Galicia, ca. 1578) fue un presbítero, canónigo, músico y el primer maestro de capilla de la catedral de México en 1539.

## Biografía
Probablemente nació en Sevilla, España en 1504, sin embargo, se desconoce con exactitud cuándo y dónde.

### Maestro de capilla en la Nueva España
Llegó a la Nueva España en el año de 1530 como presbítero y experto en música. Durante el siglo XVI se sucedieron cuatro maestros de capilla, entre ellos: Juan Xuárez, Lázaro del Álamo, Juan de Victoria, Hernando Franco y Juan Hernández.
En 1532 Juan Xuárez ya ejercía las funciones de maestro de capilla, sin embargo carecía de título y salario alguno.
Los maestros de capilla solían presentar un complejo examen de oposición donde debían demostrar sus conocimientos teóricos y en manera de composición para acceder a tan difícil cargo, ya que el maestro de capilla debía de corregir a los músicos que lo auxiliaban, mantener en orden el archivo musical, componer música litúrgica para cada fiesta religiosa, y lucir su destreza técnica en las principales fechas de la calenda cristiana. Debía ser un hábil ejecutante de teclados y director de coro, para sustituir al organista y al chantre en caso de que éstos no cumplieran con su oficio.
Siendo Juan Xuárez el acreedor a este cargo como primer maestro de capilla y no fue sino hasta el 4 de febrero de 1539 que apareció su designación de manera oficial como «maestro de capilla», con un sueldo de 60 pesos de minas de forma anual.
El 19 de enero de 1548, Xuárez fue relevado por Cristóbal de San Martín en el cargo de maestro de capilla; sin embargo, la sustitución en realidad fue hecha a través de Lázaro del Álamo el 2 de enero de 1556.
Se sabe que en 1573 ingresó como organista a la catedral de Guadalajara, donde permaneció hasta 1578

## Trabajos
Hacia el 14 de noviembre de 1535, el cabildo de la Ciudad de México le pidió a Xuárez preparar la música para recibir al primer virrey de la Nueva España, Antonio Mendoza. Para esto, el cabildo le otorgó 60 pesos de oro, con los cuales se contrató a instrumentistas y cantores que interpretaron en las representaciones músico-teatrales, terminando tal encargo hasta 1550.
Desafortunadamente, las composiciones que Xuárez compuso se encuentran perdidas.
La importancia de Juan Xuárez en la historia se encuentra precisamente en que fue el primer compositor y músico que ostentó el título de maestro de capilla de la catedral de México.